# Качар (шума)
Качар је велико шумско пространство на обронку Чемерника према Предејану и Грделици. Омеђен је долином Рупске реке (Козарачка река), и атарима села Млачишта, Црвеног Брега и Новог Села. До пре тридесетак година, готово недирнут људском руком, Качар је био обрастао столетним буквама висине преко 30 метара, а поред њих било је и јеле, брезе, јасике и јаребике. Богат изворима здраве воде, најпознатији Хајдучки кладенац, Качар је и станиште јелена, срна, дивљих свиња, зечева, лисица. У Качару извире Предејанска река, позната по бујичним наносима у пролеће и јесен и за време летњих пљускова.
С обзиром на чињеницу да су слична шумска боравишта и на Острозубу, планини која је с десне стране Рупске реке, Србијашуме су пре петнаестак година на овом простору формирале ловиште отвореног типа „Качар – Зеленичје“.
Неконтролисаном сечом буковог дрвета, у протекле две деценије, шуме Качара су потпуно деградиране. Уместо обнављања букове заједнице, Србијашуме саде четинарско дрво које апсорбује воду и мења травнати покривач и живи свет шуме. Тако су данас многи извори у Качару пресушили, међу њима и сам Хајдучки кладанац, и појавили се одрони. 
Качар пресеца регионални пут Предејане – Рупље - Црна Трава, који је делом асфалтиран. Вишегодишњи покушаји да се изгради квалитетан пут од Вирчина, на средокраћи овога пута, планинском косом, до ловишта „Валмиште“, испод Чемерника, пропао је, јер га сваке јесени униште камиони и шлепери возећи дрво. 
Од 2010. године у шумама Чемерника, Качару и Валмишту, почела је и производња ћумура од буковог дрвета која још више деградира планинску флору и присиљава дивљач да мења своје станиште, загађујући планину.